# Леговец, Курт
Курт Леговец, также Леговек (англ. Kurt Lehovec, родился 12 июля 1918 года в Ледвице, Австро-Венгрия, умер 17 февраля 2012 года в Лос-Анджелесе) — чешский, впоследствии американский, физик и изобретатель, исследователь полупроводников. В начале 1959 года Леговец изобрёл и запатентовал технологию изоляции полупроводниковых приборов p-n-переходом — одну из трёх фундаментальных технологий, сделавших возможным создание монолитных интегральных схем. Леговец — автор модели пространственного заряда в поверхностных слоях ионных кристаллов (эффект Леговека [sic], 1953), соавтор первой теоретической модели светоизлучающего диода на карбиде кремния (1951), эквивалентной схемы МДП-транзистора (модель Леговека-Слободского, 1961—1964), физической модели МДП-транзистора (модель Леговека-Зулига, 1968—1970). Все эти работы Леговца созданы в США, куда он был вывезен в 1947 году в ходе операции «Скрепка».

## Происхождение и образование
Курт Леговец родился в конце Первой мировой войны в Ледвице, в Судетской области Австро-Венгрии. Его мать была этнической немкой, отец — этническим чехом, офицером австрийской, а после провозглашения независимости Чехословакии — чехословацкой армии. Родители развелись, когда Курт и его старший брат были ещё в дошкольном возрасте. Леговец вспоминал, что мать воспитывала сыновей в изоляции от общества, строго контролировала круг их чтения и внушала им недоверие к женщинам. Старший брат был любимчиком матери, а унаследовавший внешность отца Курт рос изгоем в собственной семье. Всю последующую жизнь Леговца преследовал заложенный в детстве комплекс неполноценности, который он сам называл «комплексом Чарли Чаплина» (англ. my Charlie Chaplin complex). В старости Леговец писал:

Вероятно, что [нелюбовь матери] породила во мне нереализовавшееся стремление к смерти, сделавшее меня бесстрашным в самых опасных обстоятельствах. Сейчас я полагаю, что эмоциональная катастрофа [детства] была скрытым даром судьбы. Она толкнула меня в науку, которая стала единственным средством душевного выживания…
Оригинальный текст (англ.)Perhaps this caused me to have an unrealized death wish, which made me fearless in the face of great dangers. I now consider this emotional disaster a blessing in disguise, since it channeled me into science, exclusive of anything else, as a means of my psychological survival.

В 1936 году, после того как Леговец окончил среднюю школу, мать перевезла семью в Прагу. Леговец поступил на отделение физики Пражского Карлова университета. В марте 1939 года Германия оккупировала Чехословакию, а затем университет был обезглавлен — куда-то исчезли преподаватели-евреи. На факультете остался единственный профессор, и тот — химик. Постепенно пустые места заполнили приехавшие из Германии немцы. Один из этих немцев, исследователь фотоэффекта в полупроводниках профессор Бернхард Гудден, организовал в университете лабораторию полупроводников и стал научным руководителем Леговца. В 1941 году двадцатитрёхлетний Леговец «ускоренным порядком» получил диплом доктора философии за исследования фотоэффекта в селениде свинца.

## Война и эмиграция
Сразу после вручения диплома Леговца призвали в вермахт и отправили на Восточный фронт. Леговец не распространялся о том, где и как он служил — только о том, что армейская жизнь наконец-то освободила его от гнёта властной матери. После зимы 1941—1942 года его отозвали в Прагу и назначили старшим группы исследователей Физического института Карлова университета. В это время немцы развернули в Чехии две лаборатории по военно-прикладным исследованиям полупроводников: пражская лаборатория Гуддена, в которую входил Леговец, занималась выпрямительными диодами, другая лаборатория, в Танвальде, занималась кристаллическими детекторами радиолокационных сигналов. Группа Леговца исследовала селеновые выпрямители по договору с нюрнбергской Süddeutsche Apparatefabrik (SAF). Леговец открыл, что примесь таллия существенно подавляет обратную проводимость запертого выпрямителя. Находка заинтересовала заказчика, и благодаря покровителям из Нюрнберга в 1942 году Леговец был допущен на передний край военных разработок — к секретному «материалу Х» (германию). Работы Леговца по примесям таллия были опубликованы в Германии и США уже после войны.
В мае 1945 года Гудден и большая часть его персонала погибли в ходе советского наступления на Прагу. Элмар Франк остался в Праге и выжил, а Леговец бежал на велосипеде на запад. Он обосновался в американском секторе будущей Западной Германии, пытался заниматься наукой и опубликовал ряд работ по фотоэффекту в полупроводниках — но прожить наукой в разорённой стране было невозможно. В 1947 году британские агенты из тридцатой штурмовой группы (по воспоминаниям самого Леговца — американские агенты Корпуса связи армии США) нашли Леговца и предложили ему уехать в США в рамках операции «Скрепка». Не знавший английского языка, не имевший средств к существованию Леговец немедленно согласился. Англичанин-вербовщик дал Леговцу несколько блоков сигарет и отправил его на чёрный рынок — приодеться перед отъездом. Вскоре Леговец отплыл в США в группе из 210 немецких специалистов. 24 из них, в том числе Леговец и Ханс Циглер, были распределены на работу в исследовательской лаборатории Корпуса связи армии США в Форт-Монмут, штат Нью-Джерси. Леговец оказался одним из самых молодых немцев, приехавших в США в рамках «Скрепки».

## Работы в Форт-Монмут
Перед публичным заявлением об изобретении транзистора полковник Янг и я посетили закрытое совещание в Bell Labs. Я поразился тому, как близко я был к этому открытию. У меня было два шанса, и я упустил оба.
Оригинальный текст (англ.)Col. Young and I attended a private disclosure by Bell Lab. prior to the announcement to the press. It struck me how close I had been to that discovery. I had two opportunities and had missed both.

По прибытии в Форт-Монмут Леговец работал над хорошо знакомыми ему темами фотоэффекта в полупроводниках и селеновых выпрямителей в «Институте передовых исследований» (Institute of Advances Studies) Корпуса связи. В августе 1948 года он опубликовал объёмную статью в Physical Review, в которой предложил гипотетическое «уравнение состояния» (англ. equation of state) — модель фотоэффекта на барьере металл-полупроводник. Затем его привлекли к работе над перспективной технологией фотокопирования документов с использованием селеновых плёнок — совместно со специалистами компании Haloid (будущий Xerox). По словам Леговца, он работал наскоками, не задерживаясь подолгу на одной теме (англ. I was a 'hit and run' scientist), и ему часто приходилось преодолевать инерцию «истэблишмента». Внутри лаборатории Леговец и другие немцы подвергались обструкции со стороны сослуживцев-евреев. «Коллега» Леговца Бен Левин возглавил «сопротивление» под лозунгом «Не дадим немцам стульев — пусть сидят на полу!». Обстановка в лаборатории нормализовалась только тогда, когда Джозеф Маккарти изгнал Левина за левые настроения.
30 июня 1948 года Bell Labs объявило об изобретении транзистора, и государственные лаборатории начали жёсткое соперничество за ещё не выделенные бюджеты на работы по транзисторам. Леговец попал в самый центр чиновничьих усобиц: его рабочее время поделили между двумя конкурирующими лабораториями. Два дня в неделю Леговец работал в Форт-Монмуте, два дня — в Кэмп-Эвансе. Обнаружив в Кэмп-Эвансе образцы карбида кремния (SiC), Леговец повторил известный из литературы опыт О. В. Лосева. При пропускании через кристалл SiC электрического тока отдельные области кристалла светились ярким жёлтым светом. Директор лабораторий Корпуса связи Гарольд Цал поддержал это направление исследований, и в декабре 1950 года Леговец, Карл Аккардо и Эдвард Джамгочян впервые представили публике теоретическую модель излучения света в полупроводниках (опубликована в 1951 году). По Леговцу, излучение порождалось рекомбинацией электронов и дырок на p-n-переходе. Работы Леговца, Аккардо и Джамгочяна выдержали испытание временем и стали теоретическим фундаментом индустрии светодиодов.
С 1949 года Леговец координировал совместные работы военного ведомства и Bell Labs. В рамках той же транзисторной программы Леговец работал с группой профессора Карла Ларк-Хоровица из Университета Пердью, а затем курировал договоры между Корпусом связи и Университетом Пердью. Леговец отказался от предложения перейти к Хоровицу, и в старости считал это «одним из худших решений всей жизни» (англ. one of his worst decision).
В воспоминаниях Леговца не упоминаются какие-либо военные, закрытые проекты. Его работы печатались в научных журналах, он регулярно консультировал частных заказчиков и начал писать обзорную монографию по полупроводникам по заказу издательства McGraw-Hill. Секретарь лаборатории Гизела, помогавшая Леговцу в работе над книгой, в 1952 году стала его женой. В этом браке родились четыре дочери, в семидесятых он распался. Работая над книгой, Леговец заинтересовался вопросами концентрации неоднородностей в ионных кристаллах. Простое умозаключение о том, что концентрация неоднородностей в поверхностных слоях должна быть больше, чем внутри кристалла, привело его к выводу о наличии в поверхностных слоях ионных кристаллов области пространственного заряда, и, как следствие — внутренних напряжений. Например, в кристалле поваренной соли, по расчётам Леговца, электростатический потенциал поверхности должен был быть на 0.28 В ниже, чем потенциал тела кристалла. Это явление, впервые описанное Леговцом в 1953 году, стало известно как «эффект Леговека» [sic] (англ. Lehovec effect), или «пространственный заряд Френкеля-Леговека» (англ. Frenkel-Lehovec space-charge). Единственная статья Леговца по этой теме, «Слой пространственного заряда и распределение дефектов решётки в ионных кристаллах», стала самой цитируемой его работой. Её продолжают цитировать в XXI веке.

## Работы на Sprague
По роду своей работы Леговец часто общался с представителями частных компаний и хорошо представлял себе условия работы в крупных корпорациях. В 1952 году, незадолго до женитьбы, он отказался от предложений Bell Labs и Pacific Semiconductors, но принял предложение Sprague Electric Company из Массачусетса. Леговец высоко ценил личные и деловые качества Роберта Спрага, управлявшего компанией вместе с братом Джулиеном, но ещё больше ему приглянулась природа Новой Англии.
Прежде чем покинуть стены государственной лаборатории, Леговец должен был легализоваться в США: все учёные, привезенные в США в ходе «Скрепки», находились в стране незаконно. Надо было как минимум законно въехать в США, а потом доказывать свою политическую благонадёжность: закон запрещал предоставлять вид на жительство бывшим нацистам. Коллеги нашли выход: Леговца привезли на автомобиле к Радужному мосту в Ниагара-Фолс, Леговец пешком пересёк границу между США и Канадой, развернулся, и тем же медленным шагом законно вернулся на американскую землю. Начался отсчёт его законного пребывания в США. Пять лет спустя в суде по делам гражданства состоялся примечательный диалог:

Судья: Из какой страны вы прибыли в США?

Леговец: Из Канады.

Судья: А откуда вы прибыли в Канаду?

Леговец: Из США.

Судья не стал возражать, и Леговец стал гражданином США.
Роберт Спраг приобрёл у Bell Labs лицензию на точечный транзистор и поручил Леговцу внедрить его в производство. Купленная технология имела два недостатка: ручная сборка и подгонка контактов под микроскопом, и высокая вероятность смещения контактов на последующих этапах производства. Леговец придумал, как обойти эти проблемы, и предложил технологию автоматизированной сборки контактного узла (патент США 2773224, заявка 4 декабря 1956). Себестоимость транзисторов Леговца была в десять раз ниже себестоимости Western Electric, и Sprague получила шанс стать основным поставщиком транзисторов для телефонной монополии AT&T, однако менеджмент Sprague отказался от сделки.
В 1953 году Леговец разработал улучшенный вариант технологии транзистора на выращенных переходах. Вместо вытягивания из расплава целого кристалла он предложил «выращивание» легированных слоёв путём плавки поверхностного слоя уже отрезаной от кристалла пластины. Менеджмент Sprague отказался внедрять предложение Леговца, так как компания уже приобрела у Philco электрохимическую технологию, и вскоре прекратила выпуск точечных транзисторов. Решение было стратегически верным: вплоть до 1963 года Sprague оставалась единственным поставщиком электрохимических транзисторов и хорошо зарабатывала на них. Леговец был не согласен с выбором братьев Спраг, но был вынужден заниматься поддержкой «чужой» технологии, а затем переключился на работы по диэлектрикам для конденсаторов — основного бизнеса Sprague. В рамках этого направления Леговец разработал и запатентовал батарею с твёрдым электролитом (патенты США 2689876, 2696513 и другие), но в серию эта разработка не пошла.
В конце 1950-х годов Леговец предложил так называемый «процесс капиллярного сплавления» (англ. capillary alloying process), автоматизировавший подачу легирующих примеси при производстве сплавных транзисторов. «Капиллярная» технология обеспечивала точное управление глубиной легирования и позволяла создавать на одной поверхности таблетки (заготовки транзистора) несколько p-n-переходов. Однако она появилась слишком поздно: Fairchild Semiconductor уже начал выпуск планарных транзисторов.

## Изобретение изоляции p-n-переходом

### Проблема
Главная проблема, стоявшая перед нами [в начале 1959 года] заключалась в том, что мы умели делать планарные транзисторы, но не умели изолировать их друг от друга. Затем решение этой проблемы стало предметом больших патентных войн, и так уж вышло, что три ключевые технологии [необходимые для создания интегральной схемы] оказались в руках трёх разных людей. Джек Килби из TI получил патент на интеграцию элементов схемы на одном кристалле. Fairchild получила патент на технологию металлизации, связывающую элементы планарной схемы. Курт Леговец из Sprague получил патент на диффузную изоляцию этих элементов. Именно изоляция и была нашей главной проблемой.
Оригинальный текст (англ.)The main problem we saw was we knew how to make planar devices but the problem was electrically isolating them. It turned later into big patent wars on this stuff and it's interesting that the three key things you need [for an IC] were three separate patents by three separate people. Kilby [at TI] got the patent for putting various devices on one piece of material. Fairchild got the patent for interconnecting devices on the surface of the wafer from the planar device and Kurt Lehovec at Sprague got the patent for the diffused electrical isolation to isolate the devices. The isolation was the key problem we faced.
— Джей Ласт о событиях 1959 года на Fairchild Semiconductor.
В конце 1958 года Торкел Уолмарк из RCA представил в Принстоне доклад о перспективах развития электроники, в котором перечислил основные проблемы, препятствовавшие созданию интегральной схемы (словосочетание интегральная схема ещё не вошло в употребление, но идея интеграции активно обсуждалась начиная, как минимум, с 1952 года). Одним из этих фундаментальных препятствий была невозможность электрической изоляции элементов, сформированных на одном кристалле полупроводника). Германиевый кристалл первой интегральной схеме Джека Килби — брусок длиной 10 мм и шириной 1,6 мм — фактически представлял собой один резистор. Благодаря электрическим отводам он выполнял функции трёх последовательно соединённых резисторов, но он не мог заместить даже двух изолированных резисторов. Единственной альтернативой считалось физическое разделение кристалла. Например, в первой планарной микросхеме Fairchild (май-октябрь 1960 года) сверхтонкая (80 микрон) пластина со сформированными транзисторами разрезалась травлением на отдельные приборы, которые потом «замоноличивались» эпоксидной смолой.

### Решение
По дороге домой из Принстона Леговец нашёл решение проблемы — изоляцию элементов схемы p-n-переходами:

Хорошо известно, что p-n-переходу свойственно высокое сопротивление, в особенности тогда, когда на переход подано запирающее напряжение, или в отсутствии смещения. Поэтому, разместив между двумя полупроводниковыми элементами достаточно большое число последовательных p-n-переходов, можно добиться любой необходимой степени электрической изоляции этих элементов. Для большинства схем будет достаточно от одного до трёх переходов…
Оригинальный текст (англ.)It is well-known that a p-n junction has a high impedance to electric current, particularly if biased in the so-called blocking direction, or with no bias applied. Therefore, any desired degree of electrical insulation between two components assembled on the same slice can be achieved by having a sufficiently large number of p-n junctions in series between two semiconducting regions on which said components are assembled. For most circuits, one to three junctions will be sufficient... 
— Курт Леговец, патент США 3029366

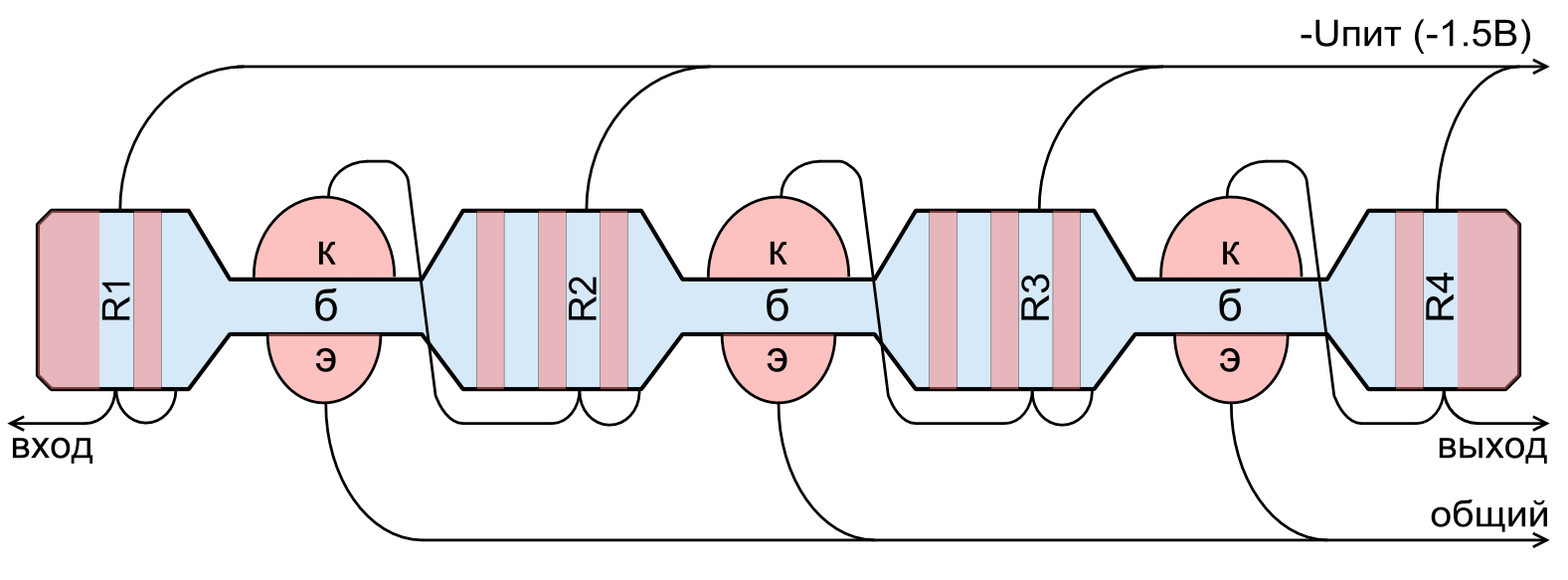
Разрез структуры трёхкаскадного усилителя (три транзистора, четыре резистора) по патенту 3 029 366. Синие области — n-типа проводимости, красные — p-типа. Размер опытной структуры — 2.2 мм в длину и 0.1 мм в толщину.

Схема Леговца, так же как и схема Килби, представляла собой одномерную структуру — планку или брусок, разделенную на изолированные ячейки n-типа узкими «пакетами» изолирующих p-n-переходов. Опытный образец из трёх транзисторов и четырёх резисторов имел размер 2,2×0,5×0,1 мм. Слои и переходы в пластине формировались методом выращивания из расплава — аналогично «выращенным» транзисторам 1950-х годов. Тип проводимости слоя (n-тип или p-тип) определялся скоростью вытягивания кристалла: на медленной скорости в кристалле формировался слой p-типа (обогащённый индием), на высокой скорости — слой n-типа (обогащённый мышьяком). Толщина слоя в пакете составляла от 50 до 100 микрон.
Транзисторы формировались сплавным способом: к ячейкам n-типа с двух сторон приваривались индиевые или индий-галлиевые бусины — коллекторы и эмиттеры сплавных PNP-транзисторов. Все электрические соединения выполнялись вручную золотой проволокой. Низкое напряжение питания (-1.5 В) позволило использование непосредственных связей между каскадами (в схеме отсутствуют разделительные конденсаторы) и свело к минимуму вероятность защёлкивание тиристорных PNPN-структур разделительных пакетов.

### Патентные споры
Когда Леговец принёс свои бумаги юрисконсульту Sprague для оформления патентной заявки, тот не нашёл для этого времени. В компании шла война за влияние, далёкие микроэлектронные перспективы менеджмент не интересовали. 22 апреля 1959 года Леговец самостоятельно, за свой счёт, подал заявку в Федеральное патентное бюро, затем взял длительный отпуск и отправился на два года в Австрию. Леговец вернулся в США в 1961 году, а в апреле 1962 года получил патент США 3 029 366 на изоляцию p-n-переходом. За время его отъезда ситуация внутри Sprague ухудшилась, а лидером полупроводниковой отрасли стала Fairchild.
Роберт Нойс из Fairchild пришёл к необходимости изоляции p-n-переходом спустя несколько недель после изобретения Леговца. Нойс был знаком с работами Леговца на Sprague (хотя сам в 1976 году отрицал это), и заимствовал идею, но не реализацию, изоляции переходом у Леговца. Первая запись Нойса об изоляции переходом в планарном исполнении датирована 23 января 1959 года. В конце июля 1959 года Нойс подал первую заявку на своё изобретение, — и получил отказ, так как Патентное Бюро уже приняло заявку Леговца. Только в 1964 году юристы Fairchild сумели убедить патентное бюро в том, что заявка Нойса описывает самостоятельное изобретение. Нойс получил патенты на свою технологию, Леговец остался со своим патентом.
В 1962 году, немедленно после выдачи Леговцу патента 3 029 366 «техасская адвокатская контора» (TI) заявила, что патент 3 029 366 нарушает права TI и Джека Килби. TI утверждала, что изоляция p-n-переходом является «автоматическим, очевидным решением» (англ. automatically an obvious solution) и что прототип Джека Килби, созданный в 1958 году, и был практическим примером изоляции p-n-переходом. Решающая схватка в патентной войне состоялась в Далласе 16 марта 1966 года. TI привлекла десятки юристов и сильного эксперта, но Леговец сумел опровергнуть все их аргументы. Эксперт TI был вынужден признать, что резисторы в схеме Килби не были изолированы друг от друга, и не смог объяснить, почему TI не применяла «очевидное решение» до публикации патента 3 029 366. TI устроила эффектную демонстрацию «оригинальных разработок Килби», но вновь оказалось, что изоляции p-n-переходом в них не было. Три недели спустя патентный арбитраж вынес решение в пользу Леговца.
Только после победы в патентной войне Sprague выплатила Леговцу премию за изобретение — ровно один доллар. Патент 3 029 366 стал для Sprague важным предметом патентных торгов: в обмен на него Spraque выторговала у Fairchild, TI и Western Electric выгодные условия перекрёстного лицензирования. В том же 1966 году Fairchild и TI, сосредоточившие в своих руках важнейшие патенты отрасли, заключили мировое соглашение и обменялись правами на свои технологии. Благодаря прекращению патентных войн и перекрёстному лицензированию пакета технологий производители микросхем смогли законно использовать все три фундаментальные технологии: интеграцию по Килби, металлизацию по Нойсу, изоляцию p-n переходом по Леговцу. Fairchild и TI получили источник постоянных доходов (роялти), а Sprague, раздираемая конфликтом внутри семьи Спрагов, не сумела использовать своё конкурентное преимущество и ушла с полупроводникового рынка.

### Критическая оценка
В начале 1960-х годов американская пресса ставила изобретение Леговца в один ряд с работами Нойса, Килби и Жана Эрни. Затем под влиянием массы информации, исходившей от больших корпораций, список «отцов интегральной схемы» сократился до двух имён: Килби и Нойс. За Килби стояла Texas Instruments, за Нойсом Fairchild и Intel. Не аффилиированные с большим бизнесом Эрни и Леговец отошли в тень. В реальном производстве изоляцию p-n-переходом сменили более совершенные технологии LOCOS (предложена в 1970) и ионное травление (RIE, середина 1970-х). Классическая изоляция p-n-переходом (развитие патента Нойса 1964 года) сохранилась только в производстве относительно медленных схем на биполярных транзисторах.
В профессиональной среде 1960-х и 1970-х годов не было единого мнения о ценности изобретения Леговца. Сораб Ганди в авторитетном обзоре 1968 года назвал патенты Леговца и Эрни «кульминацией» прогресса в отрасли, фундаментом полупроводниковой отрасли. Килби распространял противоположную точку зрения. Товарищ Нойса Гордон Мур сказал в 1976 году, что «Леговец является изобретателем интегральной схемы только с точки зрения патентного бюро … Я считаю, что инженерное сообщество не признаёт его изобретателем ИС, ведь кроме заявки на патент он ничего не сделал. У успешного дела всегда много отцов».
В «Истории полупроводниковой промышленности» Морриса (1990) патенту Леговца отведено одно предложение (Килби — две страницы). Авторы обзорных книг по истории отрасли, выпущенных в 2000-е годы (Майкл Риордан, Бо Лоек, Арджун Саксена, биограф Нойса Лесли Берлин) вернули Леговцу должное: «Изобретения Эрни и Леговца были абсолютно необходимы для работы изобретённой Нойсом монолитной схемы»; «Без Эрни, без Мура, без Курта Леговца из Sprague Нойс не смог бы придумать интегральную схему…».
Арджун Саксена отметил методическую слабость патента Леговца. Патент не упоминает, что при положительных смещениях (300 мВ и выше) p-n-переход превращается из изолятора в проводник. Поэтому базовое положение патента о том, что «p-n-переходу свойственно высокое сопротивление» в общем случае неверно. Леговец открыто признал это упущение только в 1978 году. Схема Леговца была начинена тиристорными PNPN-структурами, которые в реальной эксплуатации не могли не привести к защёлкиванию схемы в неработоспособном положении. Вероятно, что именно по этой причине Нойс не применял изоляцию p-n-переходом в своих работах начала 1960-х годов.

## Работы по полевым транзисторам
В 1966 году Леговец впервые просмотрел фильм Франсуа Трюффо «Четыреста ударов» . Увиденное так поразило его, что Леговец окончательно покинул Sprague и во второй раз переселился с семьёй в Австрию. Вернувшись в США, Леговец открыл собственный бизнес, а с 1973 года по 1988 преподавал в Университете Южной Каролины.
В 1970-х и 1980-х годах Леговец занимался преимущественно прикладными исследованиями МДП-транзисторов. Его основным заказчиком стала Rockwell International — в то время ведущий разработчик сверхвысокочастотных приборов на арсениде галлия (GaAs). Помимо GaAs, Леговец также исследовал структуры металл-нитрид-окисел (MNOS-транзисторы), а в конце своей научной карьеры он вернулся к теме солнечных батарей. Имя Леговца (Леговека) носят две модели, описывающие процессы в МДП-структурах:
Модель Леговека-Слободского (МЛС) — эквивалентная схема МДП-транзистора в режимах обеднения и инверсии — была разработана Леговцом и Алексеем Слободским ещё во время работы на Sprague (публикации 1961—1964 годов). МЛС позволяет вычислять фундаментальные параметры МДП-транзистора (например, дебаевскую длину) по инструментально снятой зависимости ёмкости затвор-канал от приложенного к затвору напряжения. МЛС предполагает, что поверхностные состояния локализованы исключительно на границе полупроводника и оксида, а плотность заряда на границе — постоянна. Эти допущения, не учитывающие флуктуаций поверхностных явлений и неоднородности на краю канала, сужают кривые расчётной (теоретической) проводимости МДП-структуры по сравнению с инструментальными измерениями.
Модель Леговека-Зулига (МЛЗ) была разработана в конце 1960-х совместно с Рене Зулигом — ведущим разработчиком McDonnell Douglas, бывшим коллегой Леговца по Sprague. МЛЗ базировалась на ранее опубликованных работах Трофименкова, Тёрнера и Уилсона. Зулиг и Леговец пытались объяснить экспериментально наблюдаемую линейную зависимость токов насыщения кремниевых МДП-транзисторов зависят от напряжения на затворе (классическая теория Шокли предсказывала квадратичную зависимость). МЛЗ объясняла это явление как следствие насыщения скорости дрейфа электронов в канале МДП-транзистора. Зулиг и Леговец сделали принципиальное допущение о том, что длина области канала СВЧ-транзистора, в которой наступает насыщение, существенно меньше, чем толщина эпитаксиального слоя. Однако позднейшие исследователи доказали, что допущение было ошибочно, и МЛЗ не нашла широкого применения.
В возрасте семидесяти лет Леговец ушёл из университета и обосновался в Лос-Анджелесе. На пенсии он занимался защитой и реконструкцией памятников старины, а затем увлёкся поэзией, опубликовал за свой счёт несколько сборников стихов. Леговец умер в Лос-Анджелесе в возрасте 93 лет.

## Основные публикации
Леговец включил в свою автобиографию список из восьми патентов и 115 публикаций в научных журналах, последняя из которых датирована 1990 годом. Работы до 1970 года охватывают практически весь спектр известных полупроводников и полупроводниковых приборов, а начиная с 1970 года они сосредотачиваются на полевых транзисторах на арсениде галлия. Наиболее цитируемые из этих работ, по данным Google Scholar на апрель 2012 года (упорядочены по году публикации):
- Lehovec, K. The Photo-Voltaic Effect (недоступная ссылка — история) (англ.) // Physical Review. — 1948. — Vol. 74. — P. 463—471.
- Lehovec, K. Photon Modulation in Semiconductors (1952). Патент США 2776367, выдан 1 января 1957 года, заявка 18 ноября 1952 года
- Lehovec, K; Accardo, C.; Jamgochian, E. Injected Light Emission of Silicon Carbide Crystals (недоступная ссылка — история) (англ.) // Physical Review. — 1951. — Vol. 83. — P. 603–607. — doi:10.1103/PhysRev.83.603.
- Lehovec, K; Accardo, C.; Jamgochian, E. Light Emission Produced by Current Injected into a Green Silicon-Carbide Crystal (недоступная ссылка — история) (англ.) // Physical Review. — 1953. — Vol. 89. — P. 20—25. (основной материал статьи был представлен годом ранее, на конференции Физического общества 31 января 1952 года)
- Lehovec, K. Space-Charge Layer and Distribution of Lattice Defects at the Surface of Ionic Crystals (недоступная ссылка — история) (англ.) // Journal of Chemical Physics. — 1953. — Vol. 21. — P. 1123—1128. — doi:10.1063/1.1699148.
- Lehovec, K. Multiple Semiconductor Assembly (1959). Патент США 3029366, выдан 10 апреля 1962 года, заявка 22 апреля 1959 года
- Lehovec, K.; Slobodskoy, A.; Spraque, J. Field Effect-Capacitance Analysis of Surface States on Silicon (недоступная ссылка — история) (англ.) // Physica Status Solidi. — 1963. — Vol. 3. — P. 447–464. — doi:10.1002/pssb.19630030309.
- Lehovec, K.; Slobodskoy, A. Impedance of semiconductor-insulator-metal capacitors (недоступная ссылка — история) (англ.) // Solid-State Electronics. — 1964. — Vol. 7. — P. 59–79. — doi:10.1016/0038-1101(64)90122-4.
- Lehovec, K. Frequency dependence of the impedance of distributed surface states in MOS structures (недоступная ссылка — история) (англ.) // Applied Physics Letters. — 1966. — Vol. 8. — P. 48—50.
- Lehovec, K. Rapid evaluation of C-V plots for MOS structuresx (недоступная ссылка — история) (англ.) // Solid-State Electronics. — 1968. — Vol. 11. — P. 135—137. — doi:10.1016/0038-1101(68)90144-5.
- Lehovec, K.; Zuleeg, R. Voltage-current characteristics of GaAs J-FET's in the hot electron range (недоступная ссылка — история) (англ.) // Solid-State Electronics. — 1970. — Vol. 13. — P. 1415–1424. — doi:10.1016/0038-1101(70)90175-9.
- Lehovec, K. Tunnel diode load for ultra-fast low power switching circuits (1978). Патент США 4242595, выдан 30 декабря 1980 года, заявка 27 июля 1978 года